# Elco (Pennsylvanie)
Elco est un borough situé à l'est du comté de Washington, en Pennsylvanie, aux États-Unis,. En 2010, il comptait une population de 323 habitants, estimée au 1er juillet 2020 à 319 habitants. Le borough est fondé en 1913 et incorporé le 14 mai 1894.

## Démographie
Lors du recensement de 2010, le borough comptait une population de 323 habitants. Elle est estimée, en 2020, à 319 habitants.